# Nannocyrtopogon minutus
Nannocyrtopogon minutus là một loài ruồi trong họ Asilidae. Nannocyrtopogon minutus được Wilcox & Martin miêu tả năm 1936. Loài này phân bố ở vùng Tân Bắc giới.